# Wesley Neymour
Wesley Neymour, född den 1 september 1988 i Nassau, Bahamas, är en bahamansk friidrottare inom kortdistanslöpning.
Han ingick i Bahamas lag som tog OS-guld på 4 x 400 meter stafett vid friidrottstävlingarna 2012 i London.